# Kubas herrlandslag i handboll
Kubas herrlandslag i handboll (spanska: Selección de balonmano de Cuba) är Nord- och Sydamerikas mest framgångsrika handbollslandslag på herrsidan med 8 raka titlar fram till 1998 och ett silver år 2000. Sedan dess har laget endast tagit ett brons år 2008, tio år efter det senaste guldet.

## Meriter
Kuba har deltagit i 7 VM-slutspel bästa placeringen är en 8:de plats (1999).
- VM i handboll: 1982, 1986, 1990, 1995, 1997, 1999, 2001
- Olympiska spelen: 1980, 2000